# Platodontopithecus jianghuaiensis
Platodontopithecus jianghuaiensis es una especie extinta de primates catarrinos que se originó en el Mioceno. Los restos fueron hallados en China, en  Songlinzhuang, Sihong, Jiangsu. Su dieta era omnívora arbícola.